# MÁV Személyszállítási

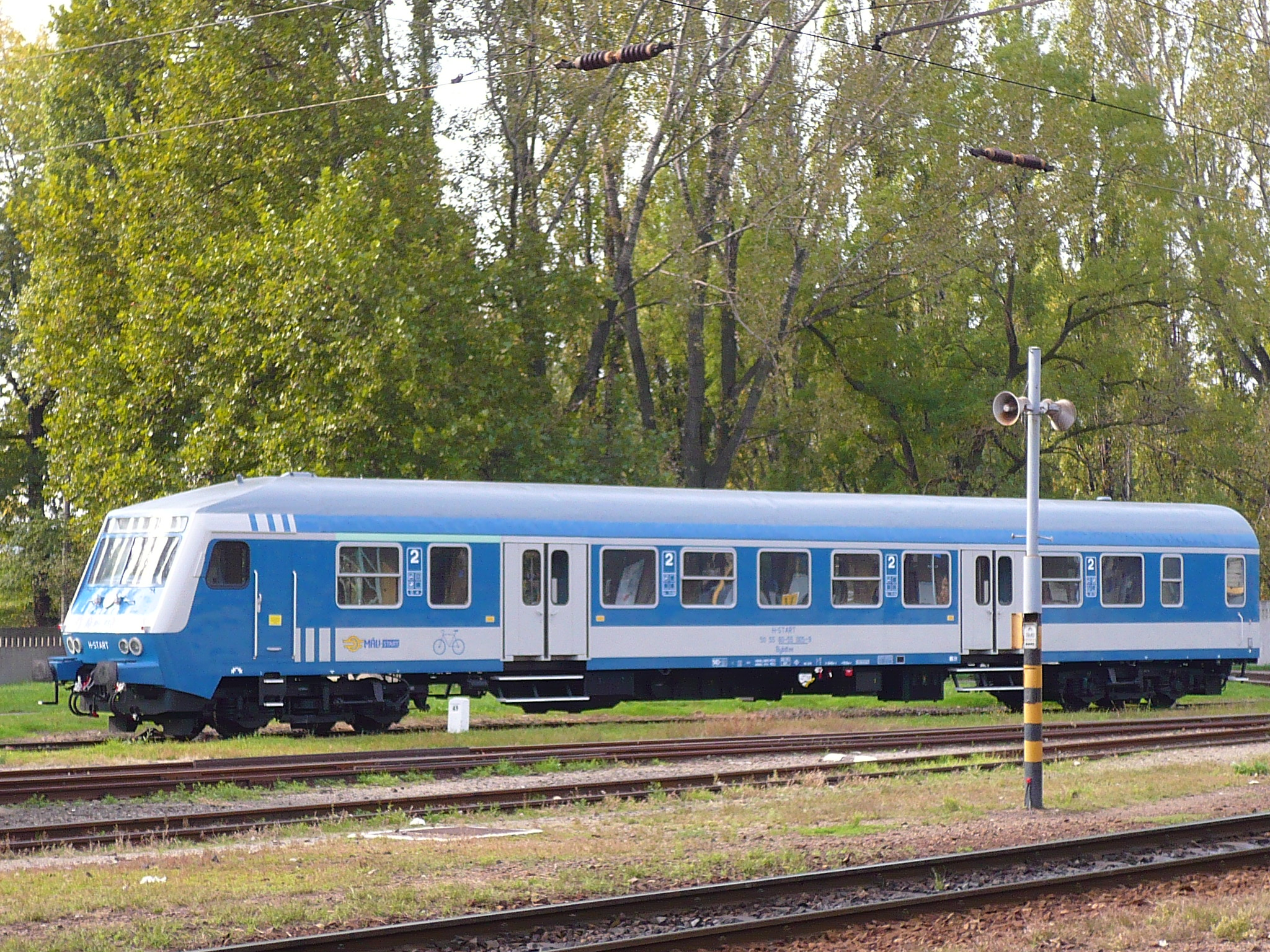
Nové logo na řídicím voze

MÁV Személyszállítási Zrt., dříve MÁV-START Zrt. (VKM: START), je dceřiná společnost skupiny MÁV zabývající se provozováním osobní železniční dopravy v Maďarsku, pronájmem lokomotiv a údržbou kolejových vozidel. Vznikla dne 1. července 2007 rozčleněním společnosti MÁV. Od 1. ledna 2014 byly do firmy začleněny rovněž společnosti MÁV-TRAKCIÓ Zrt. (vlastník a poskytovatel lokomotiv a personálu) a MÁV-GÉPÉSZET Zrt. (údržba železničních vozidel), které tímto krokem zanikly.
Společnost Volánbusz Zrt. byla zcela sloučena do společnosti MÁV-START Zrt. a MÁV-HÉV Zrt., čímž vznikla společnost MÁV Személyszállítási Zrt. Účelem nové sloučené společnosti je poskytovat jednotnou, cestujícím přátelskou a snadněji použitelnou službu pro ty, kteří s námi cestují. Zůstanou zachovány tři značky osobní dopravy přizpůsobené slovníku našich cestujících ve zkrácené podobě - MÁV, VOLÁN, HÉV.

## Železniční vozidla

### Elektrické lokomotivy
431 • 432 • 433 • 460 • 470 • 480 • 630

### Pronajaté elektrické lokomotivy
182 • 193 (Provozovatelem není MÁV Személyszállítási Zrt., ale MÁV Rail Tours)

### Elektrické vozy a jednotky
414 • 415 • 424 • 425 • 815

### Motorové lokomotivy
408 • 418 • 438 • 448 • 628

### Pronajaté Motorové lokomotivy
1535 (Provozovatelem není MÁV Személyszállítási Zrt., ale MÁV Rail Tours)

### Motorové vozy a jednotky
117 • 127 • 136 • 416 • 426

### Pronajaté motorové vozy a jednotky
1446 (Provozovatelem není MÁV Személyszállítási Zrt., ale GySEV)

### Vlakotramvaj Segedín–Hódmezővásárhely(Tram-Train)
406